# Игуне, Валери
Валери Игуне (фр. Valérie Igounet, род. 1 июля 1970) — французский историк и политолог. Она изучает феномен отрицания Холокоста и крайне правую политику во Франции. Её исследование истории отрицания Холокоста и ревизионизма Холокоста во Франции связывает их как с крайне правыми, так и с крайне левыми источниками. Валери — автор книги 2000 года Histoire du négationnisme en France («История отрицания Холокоста во Франции»), а также биографии известного французского отрицателя Холокоста Робера Фориссона.

## Образование и карьера
Игуне родилась в 1970 году, а в 1998 году получила степень доктора исторических наук в Институте политических исследований в Париже под руководством Пьера Мильзы. Начиная с конца 1990-х годов она писала статьи для Le Monde diplomatique. Затем она стала сотрудником Института современной истории Французского национального центра научных исследований.
С 2017 года вместе с Руди Райхштадтом работала над сайтом Conspiracy Watch. С 2019 года Валери является членом французского научного совета при Межведомственной делегации по борьбе с расизмом, антисемитизмом и ненавистью к ЛГБТ.

## Труды

### История отрицания Холокоста во Франции
Работа Игуне Histoire du négationnisme en France была написана на основании её работы для докторской диссертации. Используя архивные материалы, а также интервью с людьми, причастными к отрицанию Холокоста, такими как Морис Бардеш, Робер Фориссон, Роже Гароди, Пьер Гийом и Жан-Клод Прессак, Игуне рассказывает о распространении отрицания Холокоста во Франции сразу после окончания Второй мировой войны, демонстрируя, как этому способствовала как крайне правая пресса, так и некоторые источники среди французских крайне левых. По словам социолога Жизель Сапиро, Игуне сосредотачивает роли антисемитизма, антисионизма и антикоммунизма в истории французского отрицания Холокоста (особенно роль раннего лидера Национального фронта Франсуа Дюпра), которые существовали не только среди крайне правых, но также и среди крайне левых в 1970-е годы, где Пьер Гийом играл ключевую роль. Оливье Лалье, историк музея Холокоста «Мемориал де ла Шоа» в Париже, писал, что главы, связанные с деятельностью Робера Фориссона, являются наиболее новаторскими как в описании его отношений с Пьером Гийомом, так и в роли крайне левых. Вскоре после выхода книги писатель Робер Редекер предсказал, что она станет основным справочником по истории отрицания Холокоста во Франции.
Впоследствии она расширила свою работу по ультраправой политике во Франции, чтобы изучить историю Национального фронта в книге Le Front National de 1972 à nos jours: le parti, les hommes, les idées (Национальный фронт с 1972 года по настоящее время: партия, люди, идеи).

### Робер Фориссон
В 2012 году Игуне продолжила свою работу по изучению отрицания Холокоста, выпустив книгу «Робер Фориссон: портрет отрицателя Холокоста». В этой книге она больше полагалась на устные показания из-за отсутствия открытых архивов. По словам историка Грегуара Кауфмана, в книге основное внимание уделяется склонности Фориссона повторять неправду, особенно о себе. По мнению историка Стефани Курубл-Шар, эта биография достаточно хорошо уловила обман Фориссона, чтобы развеять двусмысленность, которая ранее характеризовала его восприятие в обществе. Роберт Фориссон не одобрял работу, но отказался подавать гражданский иск против Игуне.

### СМИ
В дополнение к своей работе с Conspiracy Watch, Игуне широко публиковала работы, связанные с её историческим опытом, в популярных СМИ. В 2018 году она стала соавтором редакционной статьи в Le Monde, призывающей Израиль признать геноцид армян. Она также публиковалась на исторические темы в таких изданиях, как Harper’s Magazine, а её работы цитировались в таких изданиях, как The New York Times и The Times of Israel.

## Избранные труды
- Histoire du négationnisme en France (2000) ISBN 2-02-035492-6 и ISBN 978-2020354929.
- Robert Faurisson : portrait d’un négationniste (2012) ISBN 2207259986 и ISBN 9782207259986.
- Le Front national de 1972 à nos jours : le parti, les hommes, les idées (2014)) ISBN 9782021078268.
- Les Faussaires de l’histoire, a film with Michaël Prazan, 2014, Imdb title id 4144712.